# Zef Kakarriqi
Zef Kakarriqi (ur. 1916, zm. 1986) - albański weterynarz.

## Życiorys
Po ukończeniu w 1941 roku studiów na Uniwersytecie w Mediolanie pracował jako weterynarz w Prisztinie.
W 1945 roku rozpoczął pracę w Weterynaryjnym Laboratorium Bakteriologicznym w Tiranie.
W latach 1946–1947 specjalizował się w mikrobiologii weterynaryjnej i epizootologii w Belgradzie i Zagrzebiu.
W 1955 roku został członkiem Akademii Nauk Albanii.
W 1961 roku był kierownikiem Wydziału Epizootologii na Uniwersytecie Rolniczym w Tiranie.

## Prace naukowe[1]
- Tuberkulozi i kafshëve bujqësore (1967)
- Plasja dhe masat e luftimit (1972)
- Sëmundjet me karakter tepër përhapës në kafshë (1977)
- Sëmundjet e metabolizmit në kafshët bujqësore e shpendët (1979)
- Infeksionet anaerobike në kafshët bujqësore (1983)

## Tytuły
Otrzymał tytuł Wybitnego Pracownika Nauki i Techniki (Punonjës i Shquar i Shkencës dhe i Teknikës).